# المرأة في جيبوتي
بحكم العرف والقانون المتواجد في دولة جيبوتي، فإن الرجال في جيبوتي يتمتعوا بالمزيد من الحقوق والمراكز أعلى من النساء، ثقافة جيبوتي تدعم نمط لأدوار الجنسين التي تعطي الرجل هيمنة في الحياة العامة، والأعمال التجارية، والسياسة.
كما قد تبين من خلال الدراسات استكشاف الإيجابيات والسلبيات التي تحدث في دولة جيبوتي للكفاح من أجل حقوق المرأة

## الإيجابيات
تم اعتماد العديد من السياسات مؤخرا تهدف إلى تحسين حقوق المرأة. على سبيل المثال:
- إنشاء وزارة للنهوض بالمرأة والأسرة والشؤون الاجتماعية أنشئت. (2008)
- إنشاء مركز يوفر المعلومات والدعم لضحايا العنف من النساء. (2007)
- أنشئت خطة عمل لتعزيز فرص حصول الفتيات على التعليم. (2004)
- أنشئت برامج محو الأمية للكبار، ولا سيما استهداف النساء. (2004)

## السلبيات
الانتهاكات المستمرة لحقوق المرأة في جيبوتي:
- استمرار القوانين التمييزية
- العنف ضد المرأة
- محدودية فرص الحصول على التعليم
- محدودية فرص الحصول على الرعاية الصحية

دستور الدولة ينص على المساواة بين الرجل والمرأة، ولكن القوانين التمييزية لا تزال موجودة، على سبيل المثال:
المادة 7 «الزواج صحيحاً إلا بموافقة كلا الزوجين والولي للمرأة». تحديد المهر شرط آخر لصحة الزواج.
المادة 13 يحدد السن القانونية الدنيا للزواج ب 18 عاماً ولكن المادة 14 على أنه: «زواج القصر الذين لم يبلغوا سن الرشد القانوني يخضع لموافقة أولياء أمورهم».
المادة 31 تقول: «الزوجة يجب أن تحترم صلاحيات الزوج رئيسا للأسرة، وتدين له بالطاعة حفاظا على مصلحة الأسرة. الزوج والزوجة يجب أن تفي بواجباتها الزوجية، ووفقا للممارسة والعرف.»
المادتان 42 و 43 تقول أن «لا تتزوج امرأة ثانية بعد طلاق أو وفاة زوجها لمدة ثلاثة أشهر. وفي حالة الطلاق (أو بعد الولادة إذا كانت حاملا)، وأربعة أشهر وعشرة أيام في حالة الوفاة.»
وبموجب ذلك القانون العرفي، لم يكن لدى المرأة الحق في السفر إلى خارج البلاد دون الإذن من الأقرباء من الذكور البالغين.
ويقول «القانون الجنائي» جيبوتي أن الاغتصاب غير قانوني، لكن إذا كان الاغتصاب في إطار الزواج، ليس مجرما.
لا يزال تشويه الأعضاء التناسلية للإناث (الختان) في جيبوتي متواجد، على الرغم من أن «القانون الجنائي جيبوتي» يقول أن أي شخص يقوم بذلك فسوف يحكم عليه بالسجن لمدة 5 سنوات وغرامة قدرها مليون فرنك جيبوتي لممارسة التشويه، لا أحد لديه من أي وقت مضى لم يحاكم.
على الرغم من أن التعليم مجاني نسبة منخفضة جداً من الفتيات في المدارس. وكثيراً ما أنها مكلفة للغاية لإرسال كل أطفالها إلى المدرسة حيث يتم إعطاء الأولوية للأولاد، الذين هم رؤساء الأسر المعيشية المستقبل.
ارتفاع معدل الخصوبة بمعدلات عالية، ولا يتم توفير الرعاية للولادة في حالات الطوارئ، واستمرار الممارسات التقليدية الضارة (الختان بما في ذلك إينفيبوليشنز) خطيرة وتؤثر على صحة المرأة وشرح ارتفاع معدلات وفيات الأمهات.